# Бугай Олександр Іванович
Бугай Олександр Іванович (нар. 7 січня 1926, с. Велика Круча Пирятинського району Полтавської області — лютий 2012, м. Тернопіль) — український геодезист, літератор. Учасник німецько-радянської війни.

## Життєпис
Закінчив Житомирський технікум землевпорядкування (1959).
Від 1953 — в Тернополі.

## Творчість
Як літератор працює в жанрі наукової фантастики.
Вірші та проза Бугая опублікована у періодиці, збірнику «Яблуневий цвіт» та інших.
На слова Бугая написали музику композитори Богдан Антків, І. Доскалов, О. Броневицький, Ігор Поклад та інші.
Автор збірки поезій «Будівничі» (Л., 1965); повістей «Замах на Селену» (1993), «Зустрічі після смерті» (1996), «Перевертень» (2000), «Роздвоєння душі» (1993, усі — Тернопіль).